# Renegades (альбом Feeder)
Renegades — сьомий студійний альбом уельської групи Feeder, який був випущений 5 липня 2010 року.

## Композиції
1. White Lines - 2:54
2. Call Out - 3:27
3. Renegades - 3:37
4. Sentimental - 2:22
5. This Town - 2:57
6. Down to the River - 5:23
7. Home - 3:11
8. Barking Dogs - 2:05
9. City in a Rut - 2:51
10. Left Foot Right - 2:52
11. The End - 3:12

## Учасники запису
- Грант Ніколас — гітара, вокал
- Така Хірозе — бас-гітара
- Карл Вразил — ударні